# استرپتوکوک سالیواریوس
استرپتوکوکوس سالیواریوس، گونه‌ای از استرپتوکوک است که فلور نرمال دهان و سیستم تنفسی فوقانی در انسان می‌باشد. این باکتری به عنوان بیماریزای فرصت طلب شناخته می‌شود و در صورت راهیابی به جریان خون، موجب سپتی سمی در بیماران مبتلا به نوتروپنی می‌شود. استرپتوکوکوس سالیواریوس در حضور سوکروز در محیط کشت، کپسول تولید می‌کند. از این باکتری به عنوان پروبیوتیک جهت جلوگیری از عفونت‌های دهانی مانند گلودرد چرکی نیز استفاده شده‌است. اهمیت باکتری به عنوان پروبیوتیک، در تولید پپتیدهای ضد میکروبی علیه استرپتوکوک پیوژنز (عامل گلودرد چرکی) است.

## مشخصات
سلول های استرپتوکوک سالیواریوس از نظر مورفولوژیکی کوکسی شکل و 0.8 تا 1 میکرومتر قطر  دارند . آنها زنجیره های سلولی معمولی با طول های مختلف را تشکیل می دهند: از دیپلوکوک ها ، یعنی فقط از دو سلول تشکیل شده است، تا زنجیره های بیش از 30 سلول. تاژک وجود ندارد. این باکتری به آزمایش گرم واکنش مثبت نشان می دهد . 
روی آگار حاوی ساکارز، استرپتوکوکوس سالیواریوس با مولکول های قند محلول واکنش می دهد . این یک شکل زنجیره ای از فروکتوز ، lävan است . آنزیم لوان سوکراز ، که یکی از هگزوسیل ترانسفرازها  است ، برای این منظور استفاده می شود و اجازه می دهد تا کلنی های مخاط مانند (موکوئیدی) بزرگتری تشکیل شود.
برخی از سویه ها نیز دکسترانس تولید می کنند که شکلی از زنجیره های نامحلول از گلوکز است. تولید گلوکان و فروکتان یکی از ویژگی‌های مهم استرپتوکوک‌های مختلف دهانی است ، یعنی آنهایی که در دهان انسان زندگی می‌کنند .
اکثر سویه های استرپتوکوکوس سالیواریوس بر روی آگار خون غیر همولیتیک هستند ، به این معنی که سمومی تولید نمی کنند که گلبول های قرمز ( گلبول های قرمز ) را از بین ببرد ( همولیز ). با این حال، سویه های کشت α-همولیتیک و β-همولیتیک نیز گاهی اوقات رخ می دهد. اولی یک حیاط سبز رنگ در اطراف مستعمرات تشکیل می دهد که به آن "سبز شدن" نیز گفته می شود. این گونه ها مثلاً پتاسیم را از گلبول های قرمز حذف می کنند ، اما گلبول های قرمز کاملاً حل نمی شوند. در انواع بتا همولیتیک، سلول های خون اکنون کاملاً حل شده اند. به انواع غیر همولیتیک "y-hemolytic" نیز گفته می شود. با این وجود، استرپتوکوکوس سالیواریوس بخشی از گروه ویریدانس در نظر گرفته می‌شود که در آن بسیاری از باکتری‌ها همولیز سبز را نشان می‌دهند. این گروه که دقیقاً از نظر فیلوژنتیکی تعریف نشده است، از ترکیبات انسانی تشکیل شده استکه اکثریت فلور دهان را تشکیل می دهند. 
بسیاری از انواع استرپتوکوک ها دارای یک پلی ساکارید خاص در دیواره سلولی هستند که به عنوان یک آنتی ژن عمل می کند ، به اصطلاح پلی ساکارید C. بسته به ساختار پلی ساکارید، گونه ها به گروه های به اصطلاح لانسفیلد تقسیم می شوند .  بسته به سویه کشت ، استرپتوکوک سالیواریوس در گروه K، L یا M قرار می گیرد.  

## ریخت شناسی
S. salivarius هنگامی که در معرض محیط های مختلف مواد مغذی قرار می گیرد ویژگی های متمایزی دارد. به عنوان مثال، در آزمایشگاه، اگر از یک صفحه SYTA استفاده شود، S. salivarius در ساکارز رشد می کند و یک کپسول (یا گلیکوکالیکس ) در اطراف آن تولید می کند. با این حال، اگر در یک صفحه GYC در گلوکز (بدون ساکارز) رشد کند، S. salivarius قادر به ایجاد این کپسول نیست  .
مهمتر از آن، در آزمایشگاه، S. salivarius می تواند به وضوح مناطق شفاف را روی صفحات GYC نشان دهد، زیرا S. salivarius می تواند گلوکز را به اسید لاکتیک تخمیر کند و سپس اسید لاکتیک با کربنات کلسیم واکنش مثبت نشان می دهد .
آگلوتیناسیون استرپتوکوک سالیواریوس اغلب در تشخیص پنومونی آتیپیک ناشی از هموفیلوس آنفلوآنزا استفاده می شود .

## متابولیسم
مسیر متابولیک استرپتوکوکوس سالیواریوس تخمیر است . این تخمیر بی هوازی اسید لاکتیک همو تخمیر است . تنها یک محصول تخمیر، اسید لاکتیک ، رخ می دهد. برای اکثر سویه ها، محصول نهایی L-ایزومر اسید لاکتیک است. 
حضور اکسیژن را تحمل می کند (آئروتولرانت). برای تغذیه به کربوهیدرات ها متکی است . مانند تمام باکتری های اسید لاکتیک، برای رشد به مکمل های ویتامین نیاز دارد. بنابراین اکسوتروفیک نیز هست .  اسکولین و نشاسته تجزیه می شوند ( هیدرولیز می شوند ). اوره توسط برخی از سویه های کشت هیدرولیز می شود. آرژنین و هیپوریک اسید هیدرولیز نمی شوند. تست Voges-Proskauer (VP) برای اکثر سویه ها مثبت است؛ آنها استوئین تولید می کنند . تست کاتالاز منفی است. مانیتولو سوربیتول تخمیر نمی شوند. 

## ویژگی های کموتاکسونومیک
نسبت گوانین و سیتوزین در DNA (به اصطلاح محتوای GC ) استرپتوکوک سالیواریوس 39 تا 42  مول درصد است . دو نوع مختلف از ماکرومولکول مورئین ، که در ساخت دیواره سلولی باکتری ها نقش دارد، در استرپتوکوک سالیواریوس یافت شد : نوع Lys-Ala 2-3 و نوع Lys-Thr-Gly.

## سیستماتیک
استرپتوکوکوس سالیواریوس از خانواده استرپتوکوکاسه فیرمیکوت ها است .
از نظر فیلوژنتیکی استرپتوکوک ها به 6 گروه آنژینوزوس، بوویس، میتیس، موتانس، پیوژنز و گروه سالیواریوس تقسیم می شوند. علاوه بر استرپتوکوکوس سالیواریوس، استرپتوکوکوس سالیواریوس شامل استرپتوکوکوس آلاکتولیتیکوس ، استافیلوکوکوس هیوینستینالیس ، استرپتوکوکوس اینفانتاریوس ، اس .  در میکروبیولوژی پزشکی، این گونه در گروه استرپتوکوک های viridans قرار می گیرد که یک طبقه بندی غیر فیلوژنتیکی است. به عنوان یک زیرگونه از استرپتوکوکوس سالیواریوس، قبلا به عنوان استرپتوکوکوس سالیواریوس زیر گونه شناخته می شد. ترموفیلوس یا باکتری استرپتوکوک ترموفیلوس .

## پروبیوتیک
استرپتوکوک سالیواریوس مواد خاصی تولید می کند که می تواند اثر ضد میکروبی داشته باشد. یکی از "مواد بازدارنده شبیه باکتریوسین" ( BLIS ) صحبت می کند. مطالعات متعددی در مورد استرپتوکوک سالیواریوس انجام شده است .
به عنوان مثال، می تواند علیه گونه های نزدیک فیلوژنتیکی مانند S. pyogenes عمل کند . این امر احتمال ابتلا به فارنژیت را کاهش می دهد. همچنین به نظر می رسد که به عنوان یک پیشگیری کننده در برابر پوسیدگی دندان عمل می کند، در برابر گونه های S. mutans و S. sobrinus فعال است .

## بیماری زایی
استرپتوکوک سالیواریوس بخشی از فلور طبیعی دهان انسان است. تنها دو روز پس از تولد ، دهان و گلو را کلونیزه می کند. با این حال، به عنوان یک پاتوژن فرصت طلب، این میکروب به طور بالقوه می تواند باعث بیماری شود. به عنوان مثال، اگر آنها از طریق ریز ضایعات دهان وارد جریان خون شوند ، باکتری ها می توانند باعث سپسیس در افراد مبتلا به کمبود برخی سلول های ایمنی ( نوتروپنی ) شوند . این گونه در میان سایر بیماری ها با اندوکاردیت و مننژیت همراه است.  نشان داده شده است که S. salivarius باعث پوسیدگی در موش ها می شودایجاد می شود، اما فرض بر این است که خطر پوسیدگی دندان در انسان کم است.  این باکتری همچنین می‌تواند در بیمارانی که به شدت نقص ایمنی دارند، اثر بیماری‌زایی داشته باشد، برای مثال در ارتباط با کارسینوم . 